# Jakob Ankersen
Jakob Ankersen (født 22. september 1990) er en dansk fodboldspiller, der spiller for Esbjerg FB.
Han er tvillingebror til Peter Ankersen, der også er fodboldspiller. Jakob Ankersen har tidligere spillet i IFK Göteborg, Zulte Waregem, AGF og Esbjerg.

## Klubkarriere

### Esbjerg fB
Den 24. juni 2009 blev han sammen med sin tvillingebror rykket op i Esbjerg fB's førsteholdstrup samt skrev under på professionel kontrakt. Han fik sit gennembrud i 2010-11-sæsonen og blev i november 2011 tildelt en ny kontrakt, således parterne havde papir på hinanden frem til 2014. Han forlængede atter igen sin kontrakt et halvt år senere, i juli 2012, frem til 2016.
Efter tre succesfulde sæsoner var Ankersen en eftertragtet spiller, der havde tiltrukket sig interesse fra både Holland og Belgien. Ifølge B.T. var et bud fra Rosenborg BK i august 2014 blevet afvist, fordi Ankersen ville prøve sig af på et højere niveau end norsk fodbold. Han udmeldte i januar 2015, at han arbejdede på et skifte i vintertransfervinduet.

### IFK Göteborg
Den 2. februar 2016 skrev Ankersen under på en treårig aftale med Allsvenskan-klubben IFK Göteborg. Han spillede sin første kamp for klubben den 5. april 2015 mod Åtvidabergs FF. I sin første sæson i klubben var han med til at vinde Svenska Cupen, blev nummer to i både Allsvenskan og Svenska Supercupen samt spillede 35 kampe.

### SV Zulte Waregem
Den 30. januar 2017 skiftede Jakob Ankersen fra IFK Göteborg til SV Zulte Waregem. Han skrev under på en toethalvtårig kontrakt gældende frem til sommeren 2019 med option på yderligere et år. SV Zulte Waregem betalte en ukendt transfersum for at hente Ankersen til klubben, men ifølge Ankersen var denne ikke specielt høj, idet IFK Göteborg "givet en god pris".
Han opnåede dog blot en kamp for SV Zulte Waregem i sin halve sæson i klubben, da han den 24. februar 2017 blev skiftet ind i det 55. minut i stedet for Alessandro Cordaro i et 5-0-nederlag ude til Club Brugge. Derudover har fået otte pladser på bænken samt ni gange udenfor truppen. Han ønskede sig derfor væk fra klubben i sommertransfervinduet, og her var danske klubber ikke af førsteprioritet, idet han stadig ønskede at blive i udenlandsk fodbold.

### AGF
Det blev den 21. juni 2017 offentliggjort, at Ankersen skiftede til den danske klub AGF, hvor han skrev under på en treårig aftale gældende frem til sommeren 2020.
Han fik sin officielle debut for AGF den 14. juli 2017 i 1. spillerunde af Superligaen 2017-18, da han startede inde og spillede de første 74 minutter i et 1-2-nederlag hjemme til AC Horsens, inden han blev erstattet af Magnus Kaastrup, der ligeledes fik sin førsteholdsdebut for AGF.
I sin første sæson i klubben opnåede han 29 kampe, hvoraf de 25 var i startopstillingen. Han scorede 5 mål. I sin anden sæson i AGF spillede Ankersen 34 kampe og scorede 8 mål.
I alt spillede han tre sæsoner i AGF og var i den sidste af disse med til at vinde bronzemedaljer. Hans kontrakt udløb i sommeren 2020, og han kunne ikke blive enig med klubben om en forlængelse, hvorpå han forlod den aarhusianske klub efter i alt 106 kampe og 21 mål.

### Tilbage til Esbjerg
Kort efter den forsinkede afslutning på sæsonen blev det offentliggjort, at Ankersen vendte tilbage til barndomsklubben Esbjerg fB, der netop var rykket ned i 1. division. Her fik han en treårig kontrakt.